# Barrage-écluse de la Mulatière
 (janvier 2016).
Si vous disposez d'ouvrages ou d'articles de référence ou si vous connaissez des sites web de qualité traitant du thème abordé ici, merci de compléter l'article en donnant les références utiles à sa vérifiabilité et en les liant à la section « Notes et références ».
Le barrage-écluse de la Mulatière est un ancien ensemble barrage et écluse français situé dans les communes de La Mulatière et Lyon, construit par Jean Claret. C'était le dernier barrage sur la Saône juste avant la confluence avec le Rhône. Son utilisation ayant été rendue obsolète par le barrage de Pierre-Bénite, le barrage a été déconstruit.
Les quais de l'écluse sont encore visibles et les rails d'entretien du barrage sont visibles à la pointe de la Presqu'île.
À la suite de la déconstruction du barrage dans les années 1960, l'écluse trouva une nouvelle utilité en devenant le bassin des jouteurs de l'UJSM (Union des Jouteurs Sauveteurs de La Mulatière) qui s'étaient vu privés de leur lieu de pratique (le long du quai entre l'écluse et le pont de La Mulatière), à la suite de la construction de l'autoroute A7. Ils y pratiquent toujours le sport joutes en méthode Lyonnaise et Givordine.
En 2009, et avec l'accord de la municipalité de La Mulatière, l'écluse fut baptisée "Écluse de La Mulatière - bassin de joutes César Varnet" en hommage à l'un des membres historiques du club et personnalité de la commune.

## Origine et raisons de la construction
Avant la construction du barrage, la navigation sur la Saône était interrompue en période de basses eaux par des rochers constituant le fond du lit du cours d'eau au niveau du pont Nemours (nom temporaire du nouveau pont du Change, démoli en 1976, construit à la suite de la destruction de l'ancien en 1842). De ce fait, la Cie des bateaux-Omnibus se voyait contrainte de scinder son service à La Feuillée pour ne le reprendre qu'à Saint-Antoine. D'autre part, le pont de La Mulatière engendrait une chute d'eau parfois difficile à franchir pour les gros porteurs pouvant mesurer jusqu'à 150 mètres.
La nécessité de relever le niveau d'eau sur la Saône et de supprimer la chute d'eau au pont de La Mulatière imposèrent donc la création d'un barrage en aval de ce dernier. La position naturelle du barrage-écluse se trouva donc être en toute logique au confluent du Rhône et de la Saône.

## Construction
Les travaux de l'ensemble du barrage-écluse de La Mulatière commencèrent en 1876 et durèrent jusqu'à sa mise en service en mars 1882.

### Dimensions de l'écluse
Les dimensions de l'écluse sont:
- longueur totale de la tête amont à la tête aval : 186,10 mètres.
- largeur intérieure (entre les deux bajoyers) : 16 mètres.
- distance entre les buscs extrêmes : 160 mètres.
- distance entre les buscs intermédiaires : 80 mètres.
- la largeur du bajoyer côté est varie de 3,80 mètres à 5 mètres.

L'écluse est composée de trois paires de portes la divisant en deux sas de 80 mètres chacun. Lorsque les portes centrales étaient rangées dans leurs enclaves, il était alors possible d'écluser des bateaux d'une longueur inférieure à 160 m.

### Dimensions du barrage
La retenue d'eau était constituée de 2 éléments :
- la passe, qui était perpendiculaire à l'écluse et laissait l'eau s'écouler en direction du Sud.
- le déversoir, situé dans le prolongement de la digue séparative du Rhône et de la Saône et presque perpendiculaire à la passe. Le déversoir laissait l'eau s'écouler à l'Est directement dans le Rhône.

La passe et le déversoir se rejoignaient au musoir en maçonnerie qui contenait également l'échelle à poissons.
La passe avait une longueur de 103,60 mètres du parement du bajoyer au parement du musoir. Le déversoir avait une longueur de 84 mètres entre la tête amont du musoir et la culée du déversoir situé au point de raccordement avec la digue séparative du Rhône et de la Saône.

## Activités

### De 1882 aux années 1960

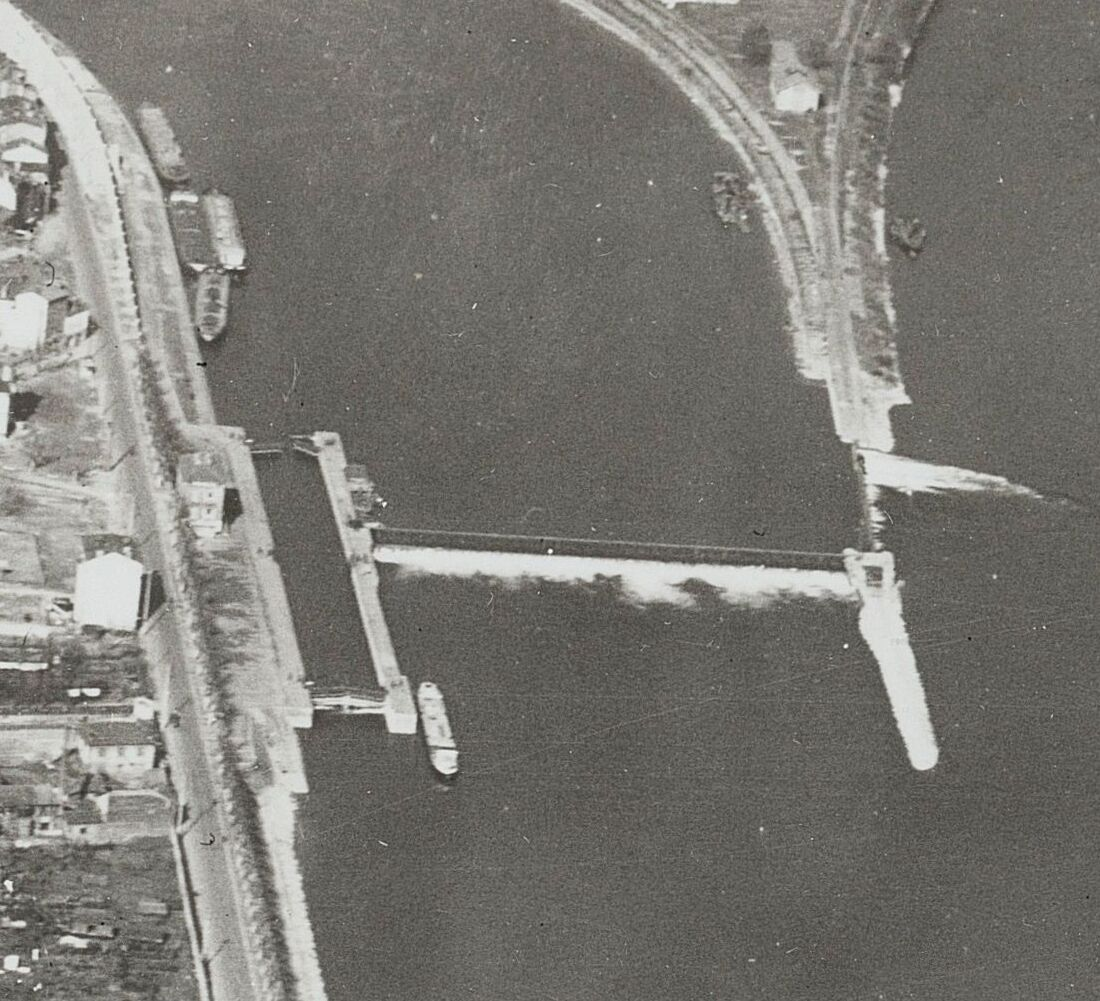
Photographie aérienne orientée au nord, avec l'ancien barrage de la Mulatière en 1935
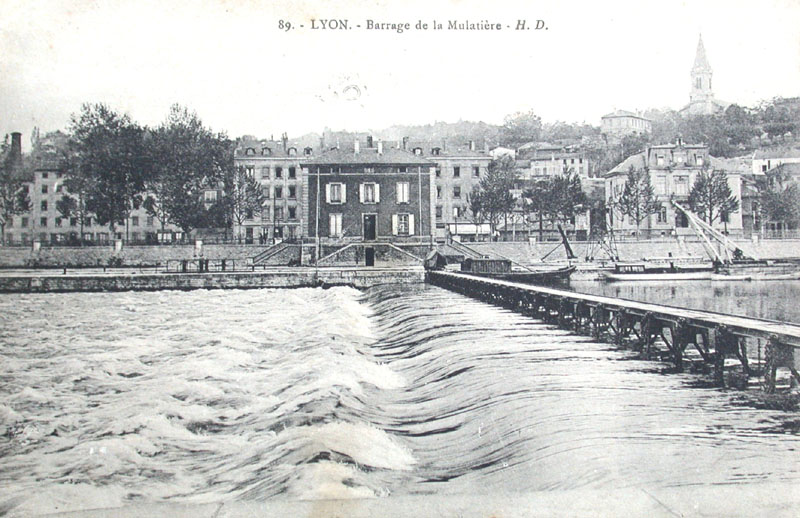
Barrage, écluse, maison des éclusiers (disparue) et colline de La Mulatière vus depuis le musoir. Sur la droite l'ancienne Mairie de La Mulatière (aujourd'hui "Maison du Confluent").

### Des années 1960 à nos jours
À la suite de la mise en eau du barrage de Pierre-Bénite en 1967, le barrage métallique de La Mulatière fut démonté mais l'écluse quant à elle fut conservée.
La construction de l'A7 sur La Mulatière concordant exactement avec la fin des activités de l'écluse engendra la suppression quasi-instantanée de toutes les activités humaines et commerciales liés au fleuve sur la commune (plus d'éclusage et d'arrêt des mariniers). Cette séparation soudaine et forcée d'un territoire extrêmement lié à ses fleuves eut un impact psychologique et social important sur les habitants de la commune. La municipalité de l'époque dirigée par Philippe Danilo fit alors construire une passerelle piétonne enjambant l'A7 permettant à nouveau l'accès à l'écluse, seul vestige d'une vie soudainement disparue.
Le site fut alors récupéré par le club sportif des Jouteurs de La Mulatière pour y pratiquer leur activité.

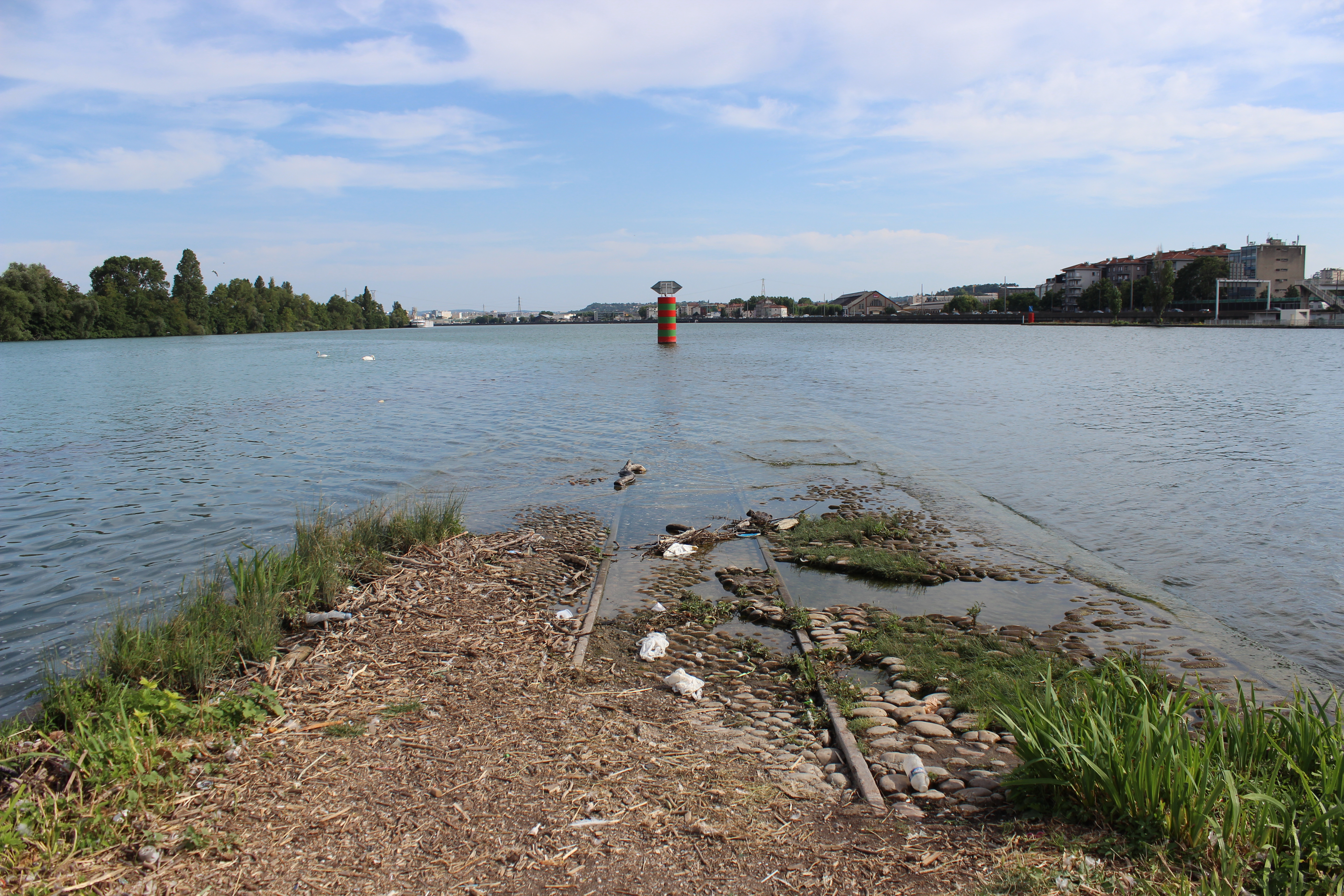
Les rails d'entretien du barrage subsistent à la pointe de la Confluence
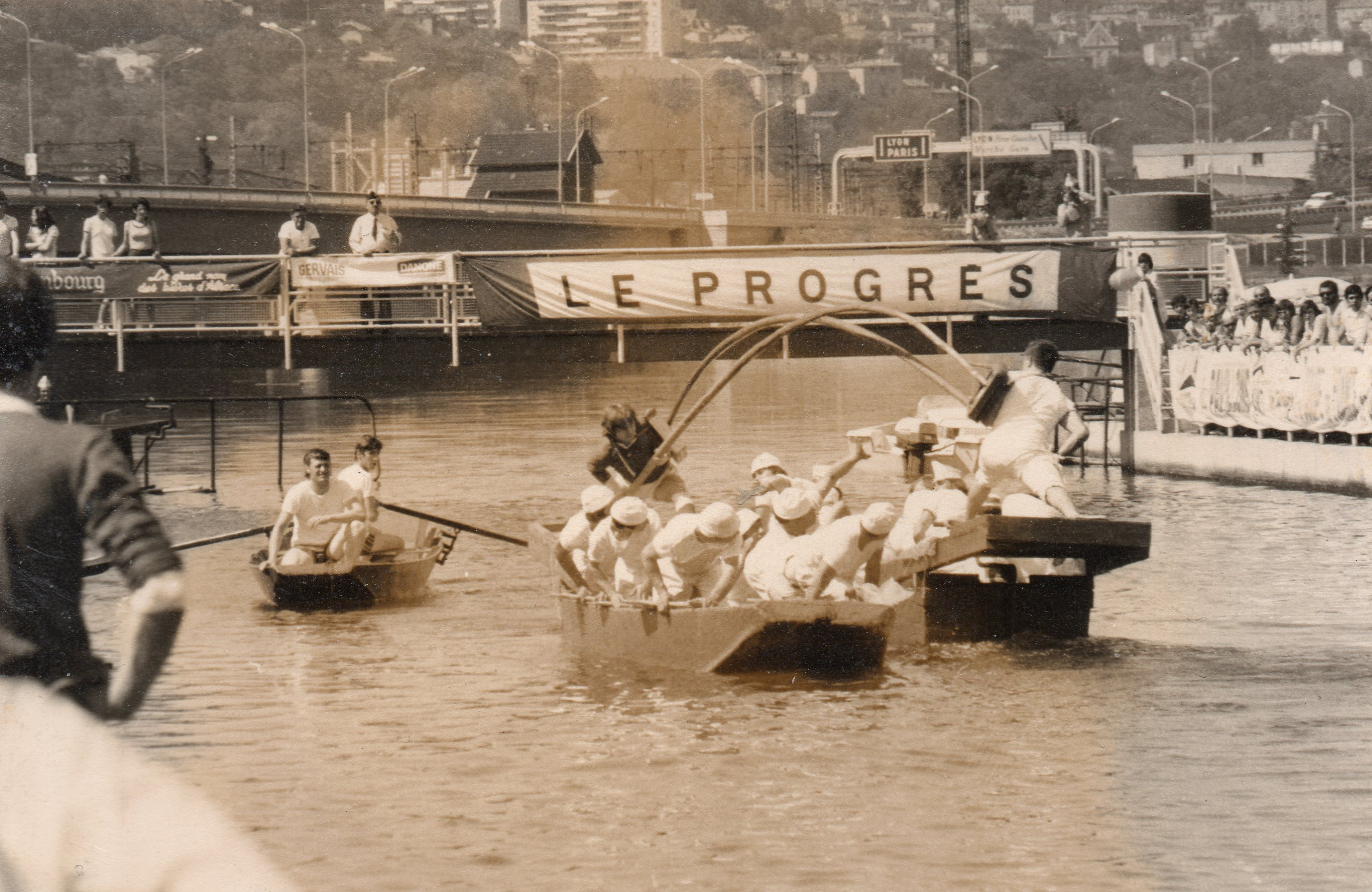
Une passe de joutes Lyonnaise lors de la finale de la Coupe de France organisée à l'écluse en 1972.
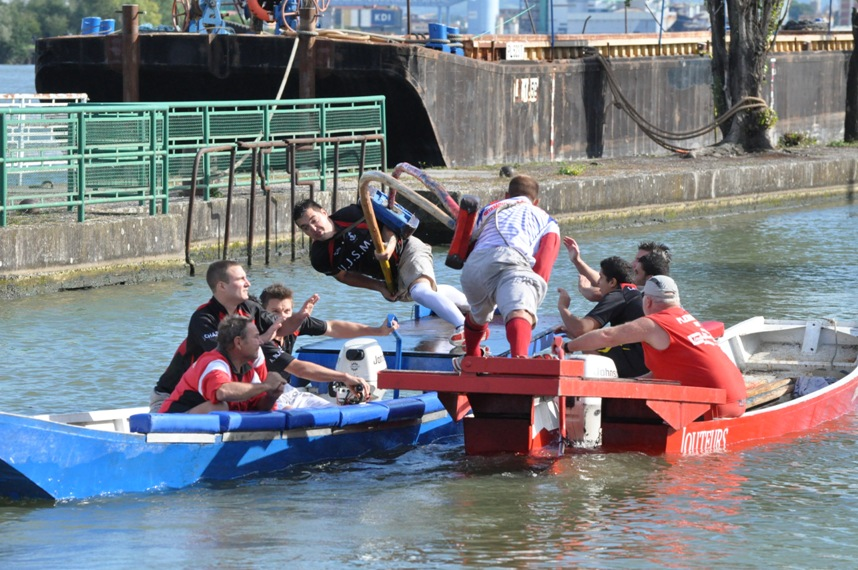
Passe de joutes Lyonnaise lors d'un entrainement en 2014. Au second plan, le battant Est de la porte centrale, rangé dans son enclave.

## Réaménagement après la mise hors service

### Aménagements généraux

#### Passerelle piétonne au-dessus de l'A7

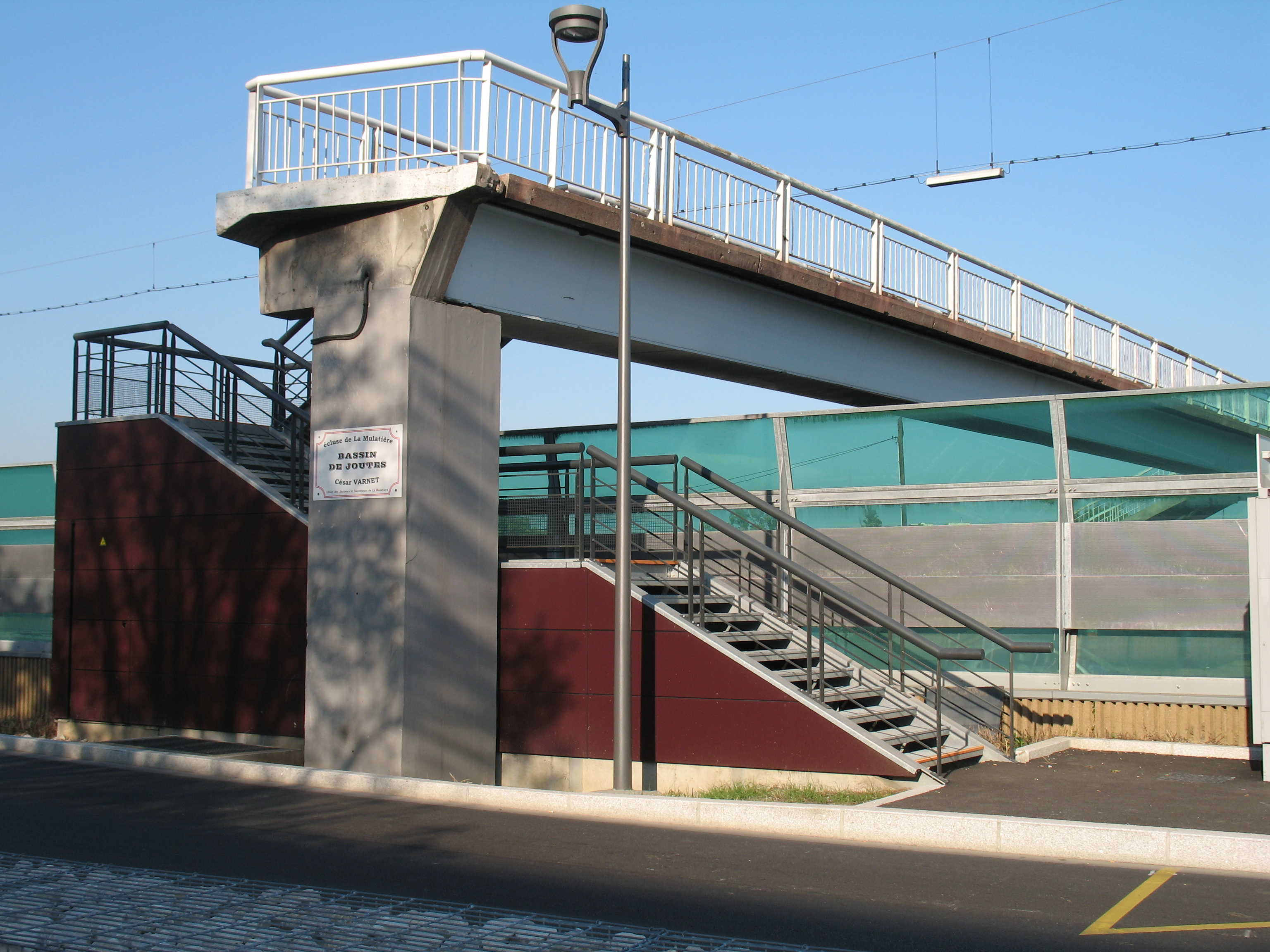
Passerelle enjambant l'A7 et son nouvel escalier, vus depuis la place Général Leclerc.

La passerelle piétonne fut installée à la fin des années 1960. L'escalier d'accès se situant du côté de la place du Général Leclerc fut complètement transformé à la suite des travaux d'urbanisme de la nouvelle place Leclerc. L'escalier passe désormais sous la passerelle. L'arrêt de bus TCL « Maison du Confluent » se trouve tout juste à quelques mètres.

#### Rehaussement des quais
À la suite de la mise en eau du barrage de Pierre-Bénite, le niveau d'eau est passé de la cote 161 mètres (à la retenue de la Mulatière) à 162 mètres, soit l'altitude exacte du bajoyer. L'ensemble de l'écluse fut rehaussé de 60 cm vers la fin des années 1960.
Seule une petite portion de 10 mètres environ ne fut pas rehaussée (car trop étroite) sur la partie Ouest de l'écluse, au niveau de la porte sud, le long du mur de l'autoroute. Lorsque parfois le niveau du fleuve baisse de quelques centimètres (dû aux lâchages d'eau du barrage de Pierre-Bénite), l'ancien quai de l'écluse redevient alors temporairement visible et accessible.
Un garde-corps fut également installé sur la moitié nord de l'écluse, partie essentiellement occupée par le public lors des tournois de joutes.

#### Passerelle piétonne au-dessus de l'écluse
Les portes Nord de l'écluse étant restées en position presque fermées, le plancher de bois qui permettait autrefois de traverser l'écluse en passant sur les portes fut noyé par le rehaussement du niveau de l'eau et a disparu. Les portes centrales et Sud sont restées en position ouverte. De ce fait une passerelle piétonne accessible par un petit escalier fut installée au niveau des portes Nord, permettant ainsi de traverser les 16 mètres de largeur de l'écluse et d'accéder au bajoyer Est.

### Aménagements sportifs
L'écluse ayant été récupérée par le club de joutes de La Mulatière, différents aménagements ont été réalisés pour ce dernier.

#### Locaux
Deux locaux sont installés sur la partie Nord du bajoyer Ouest de l'écluse et servent de vestiaires ainsi que de "buvette" lors des compétitions.
Une potence et un palan se trouvent à proximité permettant la mise à l'eau et le retrait des 2 bateaux de joutes qui peuvent peser plus d'une tonne chacun. Les jouteurs laissant auparavant leurs deux embarcations amarrées au quai pendant la période de joutes (mai à octobre), les contraintes techniques étaient très importantes et trop couteuses lorsque par vandalisme ou mauvais temps les bateaux étaient envoyés par le fond. Cette installation existe depuis 1994.
Un local situé sur la partie sud de l'écluse (après le passerelle de l'A7) sert de lieu de stockage du matériel.

#### Tribunes

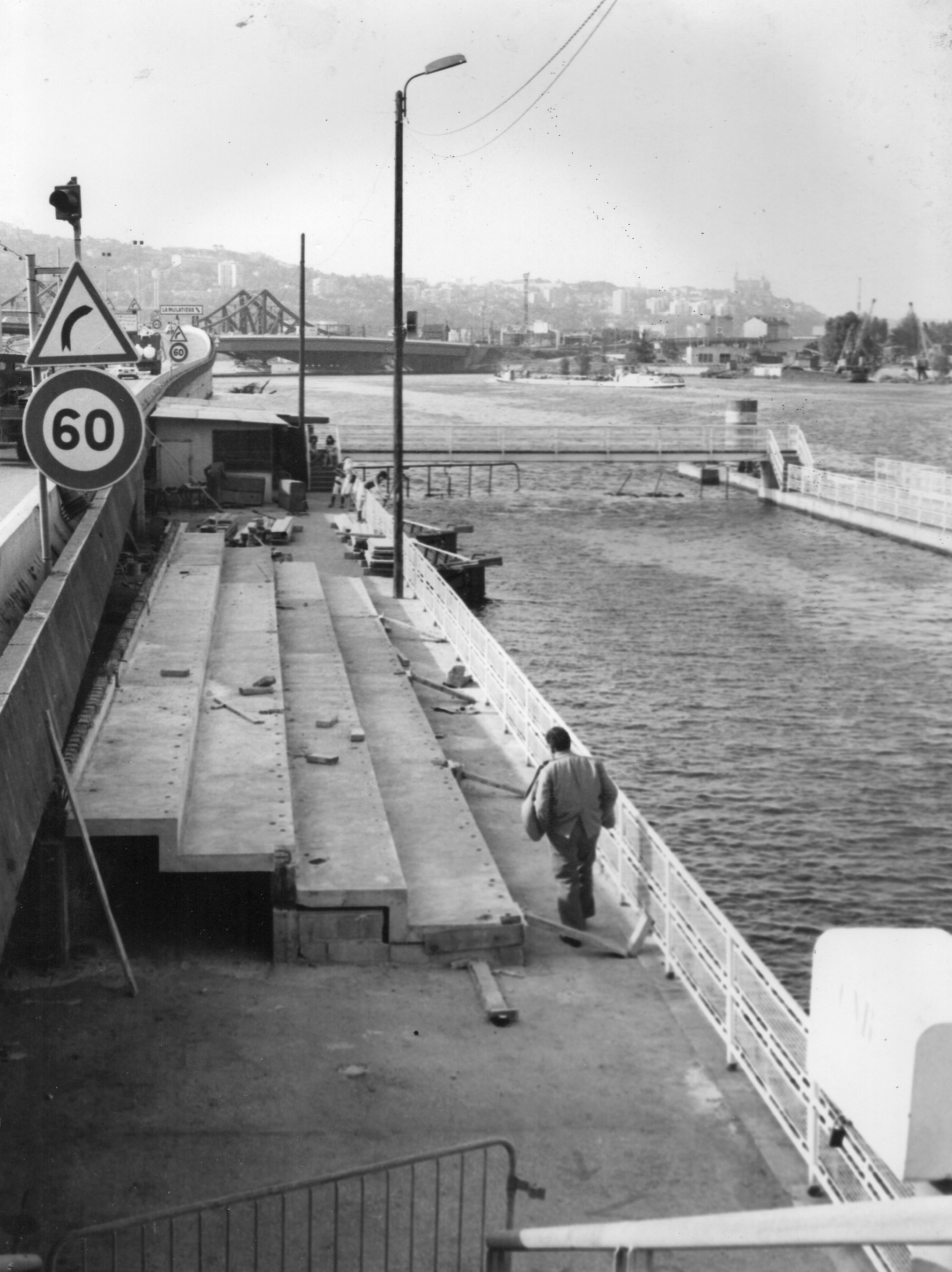
Vue générale de la construction des tribunes en 1980.

Les tournois de joutes attirant un nombreux public et afin de faciliter le confort des spectateurs, une tribunes de 250 places assises fut construite sur la berge Ouest en 1980. Des tribunes démontables sont parfois installées sur la bajoyer Est afin d'augmenter ponctuellement la capacité d'accueil.
En 2006, une structure métallique fut installée au-dessus permettant l'installation d'une toiture souple démontable pour protéger le public des intempéries ou du soleil.

#### Cabine d'arbitrage
Afin d'arbitrer les compétitions de joutes, et les arbitres devant avoir leur propre emplacement, il fut construit un cabine située face au niveau de croisement des bateaux de joutes, dont l'aire de pratique s'étend sur une longueur de 100 mètres depuis la passerelle piétonne traversant l'écluse.
Construite en béton, elle est surmontée d'une structure métallique supportant :
- des projecteurs pour les entrainements qui se terminent parfois de nuit.
- un panneau "Jouteurs de La Mulatière" avec la silhouette d'un jouteur victorieux.

## Présence dans la littérature
De par son emplacement géographique, l'écluse de La Mulatière a servi de décor dans plusieurs ouvrages littéraires.
- Je te cherche Vieux-Rhône de Bernard Clavel. L'écluse, le barrage et le confluent y sont occasionnellement cités.
- Ton Rhône est un mirage de Henri Vagnon. Une grande partie du roman se déroule dans l'écluse à l'époque de son fonctionnement.
- Lyon : les passerelles du temps (1988 - édition La Taillanderie) de Pierre Mérindol. La couverture représente une photo d'une passe de joutes dans l'écluse, vue depuis la passerelle traversant l'autoroute.